# Dorcacerus
Dorcacerus is een kevergeslacht uit de familie van de boktorren (Cerambycidae). De wetenschappelijke naam van het geslacht werd voor het eerst geldig gepubliceerd in 1824 door Germar.

## Soorten
Dorcacerus is monotypisch en omvat slechts de volgende soort:
- Dorcacerus barbatus (Olivier, 1790)